# 詹姆斯·布林德利

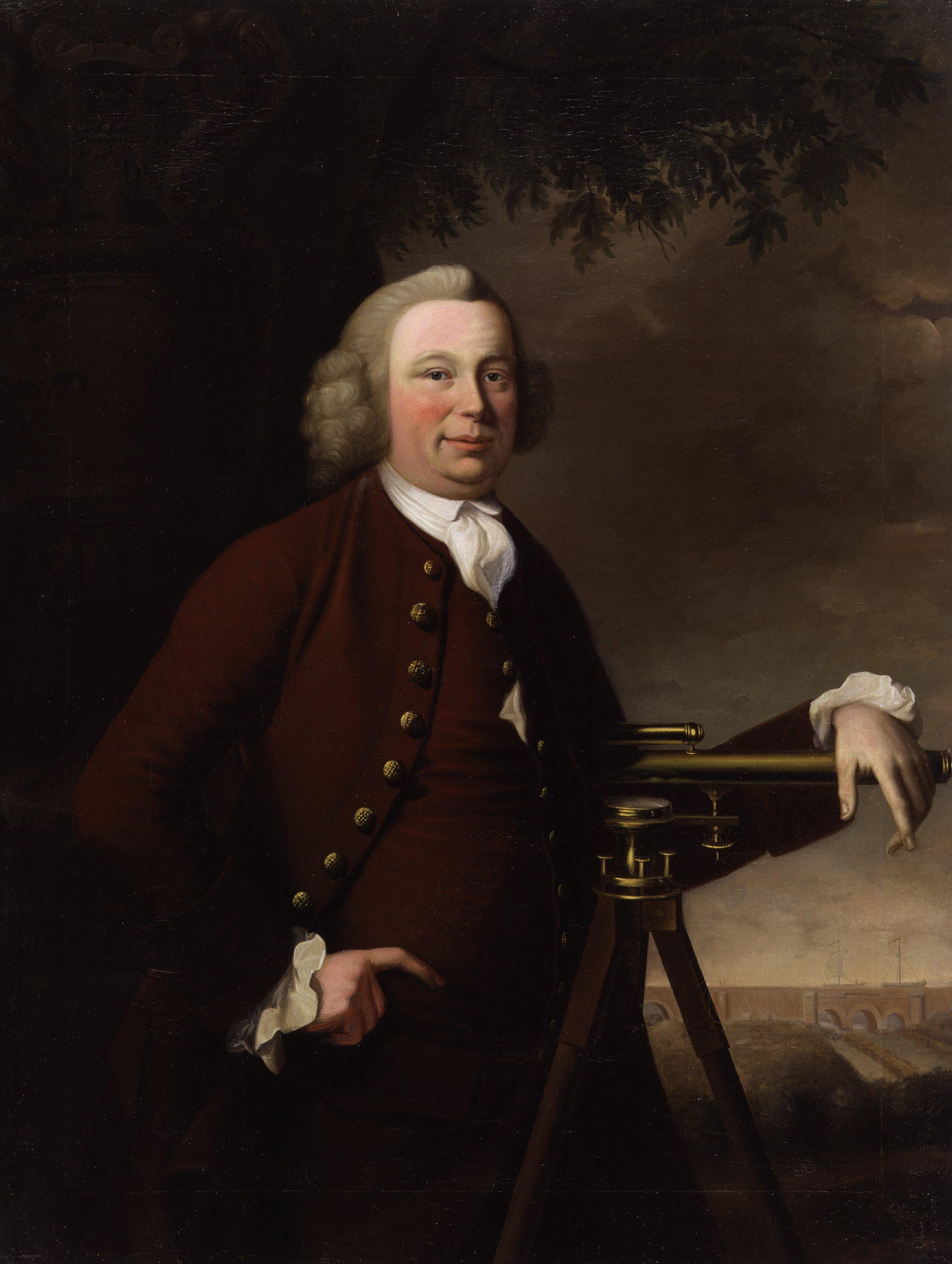
布林德利

詹姆斯·布林德利（James Brindley；1716年—1772年）是英国著名工程师。出生在英国的德贝郡（Derbyshire），但大部分时光居住在斯塔福德郡，他只受过很少的正规教育。尽管如此，他设计建造了很多用于工农业生成的机器，使它成为18世纪英国最著名的工程师之一。